# Elionurus
Elionurus, biljni rod iz porodice Poaceae, dio je podtribusa Tripsacinae. Rod je raširen po Africi, suiptropskoj i tropskoj Americi, Indiji i Australiji, a prioada mu 16 priznatih vrsta, uglavnom trajnica, rjeđe jednogodišnjeg raslinja.

## Vrste
1. Elionurus barbiculmis Hack. ex Scribn.
2. Elionurus bilinguis (Trin.) Hack.
3. Elionurus ciliaris Kunth
4. Elionurus citreus (R.Br.) Munro ex Benth.
5. Elionurus elegans Kunth
6. Elionurus euchaetus Adjan. & Clayton
7. Elionurus hensii K.Schum.
8. Elionurus hirtifolius Hack.
9. Elionurus lividus Hack.
10. Elionurus muticus (Spreng.) Kuntze
11. Elionurus planifolius Renvoize
12. Elionurus platypus (Trin.) Hack.
13. Elionurus purpureus E.J.Thomps.
14. Elionurus royleanus Nees ex A.Rich.
15. Elionurus tripsacoides Willd.
16. Elionurus tristis Hack.